# NGC 182
NGC 182 (również PGC 2279 lub UGC 382) – galaktyka spiralna z poprzeczką (SBa), znajdująca się w gwiazdozbiorze Ryb. Odkrył ją William Herschel 25 grudnia 1790 roku.
Do tej pory w galaktyce zaobserwowano jedną supernową:
- SN 2004ex, odkryta 11 października 2004 roku, osiągnęła jasność obserwowaną 17,7m[3].